# Burlesque (film)
 For alternative betydninger, se Burlesque. (Se også artikler, som begynder med Burlesque)
Burlesque er et amerikansk musikaldrama fra 2010. Filmen er skrevet og instrueret af Steve Antin, og har Cher og Christina Aguilera i hovedrollerne.
Cher og Aguilera bidrog til soundtrack albummet, Aguilera bidrager med otte ud af de ti sange og Cher med de resterende to. Albummet blev udgivet i 19. november 2010 og modtog to nomineringer ved den 54. Grammy Awards. Sangen "You Haven't Seen the Last of Me", skrevet af Diane Warren og sunget af Cher, vandt Golden Globe Award for bedste originale sang i 2011, mens filmen blev nomineret til Golden Globe for bedste film - musical eller komedie.

## Handling
Ali (Christina Aguilera) arbejder på en bar i Iowa, USA, da hendes chef nægtede at betale hende, så beslutter hun at flytte til Los Angeles for at forfølge en sangkarriere i stedet. I Los Angeles, forsøger hun flere job, men intet passer hende. En nat hun hører musik fra et lille sted og blive tiltrukket af den lille natklub Burlesque. Indenfor blev hun forbløffet over danserne og spørger bartender Jack (Cam Gigandet) hvordan hun kan få et job på scenen. Jack siger, at det er klubbens ejer Tess (Cher), hun bør være på udkig efter, så Ali går backstage for at tale med hende. Ali bliver hurtigt sendt væk af Sean (Stanley Tucci), fordi alle er stresset og midt i et show, hvor ændring af tøj og makeup er prioritet højere end hendes jobansøgning. Ali går tilbage til baren, og hun konstaterer, at der er mange mennesker og for lidt personale. Dette resulterer i, at hun tager en bakke og begynder at arbejde, uden at nogen tilladelse. Hun beder dem om at give hende en chance, og får et job som servitrice, da hun virkelig brug for jobbet. I sit job som servitrice, studerer hun alle dansenumre og ønsker intet mere end at være deroppe på scenen.
En nat, da Ali kommer hjem fra arbejde, opdager hun, at hele hendes hotel er blevet vandaliseret, og at hendes penge er stjålet. Ødelagt tager hun hjem til Jack, der lader hende sove der. Jack insisterer på, at hun skal bo der et par dage, fordi hun ikke har andre steder at gå hen, og hans kæreste arbejder 500 mil væk.
Burlesque er i fare for at gå konkurs, og forretningsmand Marcus (Eric Dane) står klar i baggrunden for at købe stedet og han har planer om at rive stedet ned og bygge et højhus. Der blusser følelser op mellem Ali og Jack - til tros for at Jack allerede er forlovet med en anden kvinde.

## Medvirkende
- Christina Aguilera som Alice Marilyn "Ali" Rose[3]
- Cher som Tess
- Cam Gigandet som Jack Miller[4]
- Kristen Bell som Nikki
- Stanley Tucci som Sean[5]
- Eric Dane som Marcus Gerber[4]
- Alan Cumming som Alexis[6]
- Julianne Hough som Georgia[7]
- Peter Gallagher som Vincent "Vince" Scali[8]
- Dianna Agron som Natalie
- Glynn Turman som Harold Saint
- David Walton som Mark DJ
- Terrence J som Dave
- Chelsea Traille som Coco
- Tyne Stecklein som Jesse
- Michael Landes som Greg
- Tanee McCall som Scarlett
- Blair Redford som James / Bumper Band Member
- James Brolin som Mr. Anderson
- Stephen Lee som Dwight